# 日本機能性コスメ研究所
株式会社日本機能性コスメ研究所（英語：Japan Functional Cosmetics Laboratory co. ltd）は、大阪市西区に本社を置く日本の化粧品会社。
「SRICHAND（シーチャン）」「CathyDoll（キャシードール）などの大手タイコスメ、「Kailijumei（カイリジュメイ）」などの中国コスメブランドの商品を展開する化粧品メーカーである。

## 沿革
- 2016年5月 - 香港発のコスメブランド「Kailijumei（カイリジュメイ）」日本総代理就任。
- 2017年4月 - 株式会社日本機能性コスメ研究所を設立。
- 2019年11月 - タイコスメブランド「Beauty Cottage（ビューティーコテージ）」 を日本総代理として日本展開を開始。
- 2020年
  - 6月 - タイコスメブランド「SRICHAND（シーチャン）」日本初上陸[3]。
  - 9月 - 中国コスメブランド「AURORA KITTY」「BLACKTIME」「VCND」日本初上陸[4]。

- 2021年
  - 3月 - タイの化粧品上場大手『KARMART（カルマート）』のコスメブランド「CathyDoll（キャシードール）」日本初上陸[5]。
  - 4月 - 「MISTINE（ミスティーン）」とタイのテレビ局GMMTVにより共同開発された、大手タイコスメブランド「idolo（イドロ）」日本初上陸。
  - 11月 - ナチュラルタイコスメ「BabyBright（ベイビーブライト）」が日本初上陸。
- 2022年
  - 8月 - アジア各国で話題のタイコスメ「SO GLAM（ソーグラム）」日本初上陸。
タイ地産のハーブを用いた、ヴィーガン処方のライフスタイル&スパブランド「REUNROM（レンロン）」日本初上陸。
  - 12月 - タイと日本共同企画のタイコスメブランド「frunflynn（フルンフリン）」が日本初上陸。日経トレンディのZ世代トレンド予測2023に「タイコスメ」掲載。想定を上回る成長で、既に供給が追い付かないほどニーズが高まっている[6]。
- 2023年
  - 6月 - タイ原産の天然成分を使用したタイコスメブランド「Beauty Buffet（ビューティーブッフェ）」日本初上陸。

## 展開ブランド

### 【タイコスメ】日本総代理店
- SRICHAND（シーチャン）
- CathyDoll（キャシードール）
- SO GLAM（ソーグラム）
- frunflynn（フルンフリン）
- Baby Bright（ベイビーブライト）
- REUNROM（レンロン）
- idolo（イドロ）
- Beauty Cottage（ビューティーコテージ）
- Beauty Buffet（ビューティーブッフェ）

### 【中国コスメ】日本総代理店
- Kailijumei（カイリジュメイ）
- VCND（ブイシーエヌディー）
- AURORA KITTY（オーロラキティ・桃可姫）
- BLACK TIME（ブラックタイム）

### 【日本オリジナル】
- LAQREE（ラクリー）

### 【海外化粧品の日本進出支援】PR・輸入・通関業務
- 花西子Florasis（フローラシス）
- MISTINE（ミスティーン）
- PROYA